# 勒布尔韦
勒布尔韦（法語：Le Boulvé，法語發音：[lə bulve]）是法国洛特省的一个旧市镇，属于卡奥尔区。2019年1月1日，勒布尔韦与邻近的3个市镇合并为新市镇波特迪凯尔西，勒布尔韦为新市镇行政中心。

## 地理
勒布尔韦（44°25'11"N, 1°8'51"E）面积19.51 平方千米，位于法国奧克西塔尼大區洛特省，该省份为法国西南部内陆省份，北起顺时针与科雷兹省、康塔爾省、阿韦龙省、塔恩-加龙省、洛特-加龍省和多尔多涅省接壤。
与勒布尔韦接壤的市镇（或旧市镇、城区）包括：贝莱、贝尔蒙泰、法尔格、弗洛雷萨、格雷泽尔、圣马特雷、塞里尼亚克。
勒布尔韦的时区为UTC+01:00、UTC+02:00（夏令时）。

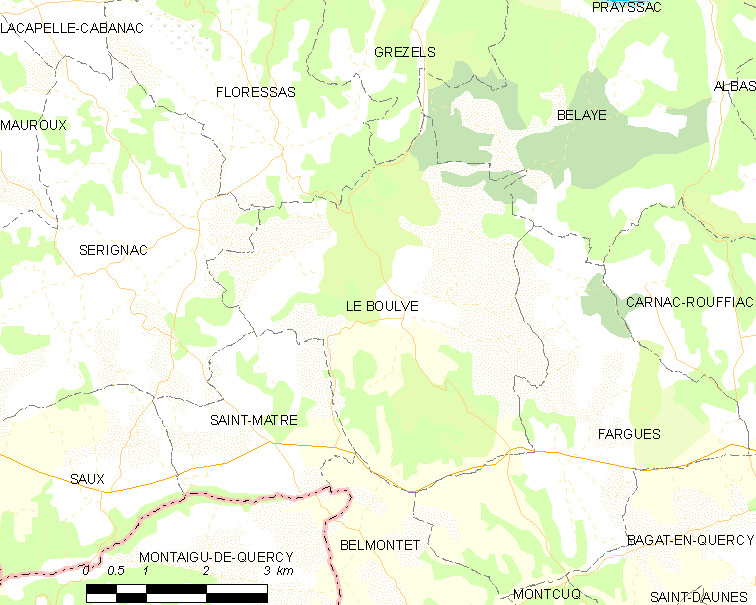
勒布尔韦的OSM定位图

## 行政
勒布尔韦的邮政编码为46800，INSEE市镇编码为46033。

## 政治
勒布尔韦所属的省级选区为皮莱韦克县。

## 人口

1962-2008年间勒布尔韦人口变化图示

勒布尔韦于2018年1月1日时的人口数量为187人。